# Кунда (река)
Кунда (ест. Kunda jõgi) река је у Естонији која протиче северним делом земље преко територије округа Лане-Вирума.
Свој ток започиње у источном делу побрђа Пандивере, на неких километар и по северно од села Роела. Тече углавном у смеру севера и након 64 km тока улива се у фински залив Балтичког мора код града Кунде. Површина сливног подручја реке Кунде је око 530 km², док је укупан пад корита 90 метара.